# Eunidia femoralis
Eunidia femoralis är en skalbaggsart som beskrevs av Aurivillius 1907. Eunidia femoralis ingår i släktet Eunidia och familjen långhorningar. Inga underarter finns listade i Catalogue of Life.